# Lilla Svantjärnen, Hälsingland
Lilla Svantjärnen är en sjö i Ljusdals kommun i Hälsingland och ingår i Ljusnans huvudavrinningsområde.